# Karl Gutbier
Karl Gutbier (* 20. Januar 1882 in Merseburg; † 21. Dezember 1965) war ein deutscher Heimatforscher.

## Leben
Gutbier wurde als Sohn des Lehrers Louis Gutbier und seiner Ehefrau Emma Gutbier, geborene Böhme geboren. Sein Vater verstarb jedoch schon 1890, seine Mutter 1900. Die Erziehung der Geschwister erfolgte durch die ältere Schwester Anna Gutbier. Karl Gutbier machte dann von 1899 bis 1902 in Weißenfels eine Ausbildung zum Lehrer und seine Vorbereitungszeit. Eine erste Anstellung als Lehrer trat er in Pritschöna an, bevor er ab 1907 für zwei Jahre an der Taubstummenanstalt in Berlin tätig war. Dort lernte er seine spätere, aus Preetz stammende Ehefrau Margarete Böhlk kennen.
Gutbier interessierte sich für Geschichte und widmete sich nach einem Vortrag des Merseburger Superintendenten Wilhelm Bithorn im Jahr 1908 der Geschichte der Region Merseburg. Ab dem 1. April 1909 arbeitete er als Lehrer an der Merseburger Windbergschule. 1913 übernahm er auch das Amt als Kantor und Organist der Vitikirche.
Ab 1918 begann er heimatgeschichtliche Beiträge zu veröffentlichen. Sein wichtigstes, allerdings unveröffentlichtes Werk, ist die Merseburger Häuserchronik, in der er sich ab Dezember 1929 detailliert mit der Geschichte historischer Gebäude der Stadt Merseburgs befasste. Viele der Gebäude wurden später während des Zweiten Weltkriegs oder der 1967 beschlossenen sozialistischen Rekonstruktion der Stadt zerstört.
1953 wurde Gutbier pensioniert. Er gab das Kantorenamt der Vitikirche und auch die Verwaltung des Archivs des Domstifts auf.
Sein Grab befindet sich auf dem Merseburger Friedhof von St. Viti.

## Werke
- Alte Nachrichten aus Stadt und Stift Merseburg, 1926 bis 1928 (drei Hefte)
- Geschichte der Innung der Baugewerke des Kreises Merseburg, 1928
- Zur Geschichte der Domapotheke zum Rautenkranz, 1933
- Merseburger Häuserchronik, unveröffentlicht, Original im Merseburger Domstiftsarchiv
- Aus Merseburgs schwerer Zeit